# Dub letní v Mnichově Hradišti
Dub v Mnichově Hradišti je památným stromem od roku 20. října 1981. Nachází se u truhlářské provozovny v areálu likérky. Výška stromu je 26 metrů, obvod kmene činí 578 centimetrů.